# Mitford Castle
Mitford Castle är ett slott i Storbritannien.   Det ligger i grevskapet och kommunen Northumberland i riksdelen England, i den centrala delen av landet, 400 km norr om huvudstaden London. Mitford Castle ligger 48 meter över havet.
Terrängen runt Mitford Castle är huvudsakligen platt. Mitford Castle ligger nere i en dal. Runt Mitford Castle är det tätbefolkat, med 369 invånare per kvadratkilometer. Närmaste större samhälle är Morpeth, 3,0 km öster om Mitford Castle. Trakten runt Mitford Castle består i huvudsak av gräsmarker.